# Светлые клетки
В гистологии светлая клетка представляет собой клетку, которая демонстрирует светлую цитоплазму при окрашивании гематоксилином и эозином (H & E). Как правило, светлые клетки это секреторные клетки эпителия, и они являются одним из элементов экзокринных потовых желез. Плазматическая мембрана светлых клеток является сильно складчатой, причём это более выражено на верхушечных и боковых поверхностях. В цитоплазме светлых клеток содержится большое количество гликогена и много митохондрий. Меланоциты представляются светлыми клетками при нахождении в базальном слое кожи, а клетки Лангерганса предстают как светлые клетки в шиповатом слое эпидермиса.
Светлоклеточные опухоли — раковые опухоли, в которых преобладают светлые клетки.